# Il rifugio sicuro
Il rifugio sicuro (Kit for Cat) è un film del 1948 diretto da Friz Freleng. È un cortometraggio d'animazione della serie Looney Tunes, uscito negli Stati Uniti il 6 novembre 1948. Dal 1998 viene distribuito col titolo Un gatto di troppo.

## Trama
Silvestro è in cerca di cibo nei bidoni della spazzatura quando incontra un gattino che sta facendo lo stesso, quindi lo caccia via. Si mette poi alla ricerca di un rifugio dal gelo e arriva a casa di Taddeo, che lo accoglie e lo fa sedere davanti al caminetto. In quel momento arriva anche il gattino e Taddeo accoglie anche lui, ma poi afferma di non poter tenere entrambi. Decide di dormirci sopra e rimandare al mattino la decisione su chi tenere. Silvestro si sente minacciato dal gattino, che sembrerebbe già il preferito da Taddeo, e tenta in vari modi di metterlo in cattiva luce. Tutti i suoi tentativi però si rivelano vani e anzi gli si ritorcono contro, tanto che, dopo essere stato svegliato per l'ennesima volta, Taddeo informa Silvestro che al prossimo rumore verrà cacciato fuori. A questo punto il gattino ne approfitta e crea un gran frastuono usando vari oggetti (tra cui un fucile, un tamburo, una radio e una pianola), e a nulla servono le cuffie che Silvestro mette a Taddeo. Ma quando l'uomo si accinge a dichiarare chi lascerà la casa, viene interrotto dal proprietario che gli consegna un avviso di sfratto. Taddeo finisce quindi a cercare cibo tra i rifiuti insieme ai gatti, raccogliendo anche ciò che loro scartano.

## Distribuzione

### Edizione italiana
Il corto arrivò in Italia direttamente in televisione negli anni settanta. Nel doppiaggio, eseguito dalla C.V.D., Silvestro si definisce un tricheco, le voci alla radio rimasero in inglese, Taddeo viene chiamato Elmer Fudd (pronunciato come si scrive) e fu aggiunta una battuta finale del proprietario che legge l'avviso di sfratto. Nel 1998, per l'uscita in VHS, fu realizzato un doppiaggio più corretto dalla Angriservices Edizioni sotto la direzione di Renzo Stacchi su dialoghi di Giorgio Tausani. Tuttavia, in DVD è stato utilizzato il primo doppiaggio. Non essendo stata registrata una colonna internazionale, in entrambi i casi fu sostituita la musica presente durante i dialoghi.

### Edizioni home video

#### VHS
America del Nord
- Looney Tunes: The Collector's Edition - A Looney Life (1999)

Italia
- Provaci ancora, Taddeo (1998)

#### Laserdisc
- Sylvester & Tweety's Bad Ol' Putty Tat Blues (1994)

#### DVD
Il corto fu pubblicato in DVD-Video in America del Nord nel quarto disco della raccolta Looney Tunes Golden Collection: Volume 1 (intitolato Looney Tunes All-Stars: Part 2) distribuita il 28 ottobre 2003; il DVD fu pubblicato in Italia il 2 dicembre 2003 nella collana Looney Tunes Collection, col titolo All Stars: Volume 2. Fu inserito anche nel secondo disco della raccolta DVD Looney Tunes Spotlight Collection Volume 1, uscita in America del Nord sempre il 28 ottobre 2003, ristampato il 17 giugno 2014 col titolo Looney Tunes Center Stage: Volume 2. In Italia fu invece inserito nei DVD Giochetto o scherzetto? della collana I tuoi amici Looney Tunes, uscito il 21 ottobre 2009, e Il tuo simpatico amico Silvestro, uscito il 2 dicembre.